# Elezioni comunali nelle Marche del 2011
Le elezioni comunali nelle Marche del 2011 si tennero il 15 e 16 maggio (con ballottaggio il 29 e 30 maggio).

## Riepilogo sindaci eletti
Coalizione di centro-sinistra
     Coalizione di centro-destra
     Lista civica di centro
| Provincia     | Comune                   | Popolazione legale (censimento 2001) | Sindaco uscente | Sindaco uscente           | Sindaco eletto | Sindaco eletto        | Primo turno | Primo turno | Secondo turno | Secondo turno | Seggi   |
| Provincia     | Comune                   | Popolazione legale (censimento 2001) | Sindaco uscente | Sindaco uscente           | Sindaco eletto | Sindaco eletto        | Voti        | %           | Voti          | %             | Seggi   |
| ------------- | ------------------------ | ------------------------------------ | --------------- | ------------------------- | -------------- | --------------------- | ----------- | ----------- | ------------- | ------------- | ------- |
| Ancona        | Castelfidardo            | 16 917                               |                 | Mirco Soprani (Ind.)      |                | Mirco Soprani (Ind.)  | 4 124       | 41,92       | 5 643         | 63,73         | 10 / 16 |
| Ascoli Piceno | San Benedetto del Tronto | 45 101                               |                 | Giovanni Gaspari (PD)     |                | Giovanni Gaspari (PD) | 12 118      | 45,00       | 12 490        | 57,31         | 14 / 24 |
| Fermo         | Fermo                    | 35 588                               |                 | Saturnino Di Ruscio (PdL) |                | Nella Brambatti (PD)  | 10 896      | 51,35       | —             | —             | 19 / 32 |

## Ancona

### Castelfidardo
| Candidati                        | Candidati                | II turno             | II turno         | I turno | I turno | Liste                                  | Voti  | %     | Seggi |
| Candidati                        | Candidati                | Voti                 | %                | Voti    | %       | Liste                                  | Voti  | %     | Seggi |
| -------------------------------- | ------------------------ | -------------------- | ---------------- | ------- | ------- | -------------------------------------- | ----- | ----- | ----- |
|                                  | Mirco Soprani ✔️ Sindaco | 5 643                | 63,73            | 4 124   | 41,92   | Solidarietà Popolare per Castelfidardo | 3 079 | 37,29 | 10    |
|                                  | Valentino Lorenzetti     | 3 212                | 36,27            | 3 726   | 37,87   | Partito Democratico                    | 1 203 | 14,57 | 1     |
| Italia dei Valori                | Valentino Lorenzetti     | 3 212                | 36,27            | 3 726   | 37,87   | 700                                    | 8,48  | 1     |       |
| Uniti per Castelfidardo          | Valentino Lorenzetti     | 3 212                | 36,27            | 3 726   | 37,87   | 675                                    | 8,17  | 1     |       |
| Partito Socialista Italiano      | Valentino Lorenzetti     | 3 212                | 36,27            | 3 726   | 37,87   | 462                                    | 5,60  | –     |       |
| Sinistra Unita (SEL - FdS - FdV) | Valentino Lorenzetti     | 3 212                | 36,27            | 3 726   | 37,87   | 445                                    | 5,39  | –     |       |
| Seggio di coalizione             | Seggio di coalizione     | Seggio di coalizione | 36,27            | 3 726   | 37,87   | 1                                      |       |       |       |
| Totale liste                     | Valentino Lorenzetti     | 3 212                | 36,27            | 3 726   | 37,87   | 3 485                                  | 42,21 | 3     |       |
|                                  | Marco Cingolani          | Marco Cingolani      | Marco Cingolani  | 1 101   | 11,19   | Il Popolo della Libertà                | 954   | 11,55 | –     |
| Seggio di coalizione             | Seggio di coalizione     | Seggio di coalizione | Marco Cingolani  | 1 101   | 11,19   | 1                                      |       |       |       |
|                                  | Tersilio Marotta         | Tersilio Marotta     | Tersilio Marotta | 887     | 9,02    | Noi con Voi                            | 739   | 8,95  | –     |
| Seggio di coalizione             | Seggio di coalizione     | Seggio di coalizione | Tersilio Marotta | 887     | 9,02    | 1                                      |       |       |       |
| Totale                           | Totale                   | 8 855                | 100              | 9 838   | 100     |                                        | 8 257 | 100   | 16    |
|                                  |                          |                      |                  |         |         |                                        |       |       |       |
| Schede bianche                   | Schede bianche           | 56                   | 0,62             | 79      | 0,78    |                                        |       |       |       |
| Schede nulle                     | Schede nulle             | 88                   | 0,98             | 231     | 2,28    |                                        |       |       |       |
| Votanti                          | Votanti                  | 8 999                | 58,49            | 10 148  | 65,96   |                                        |       |       |       |
| Elettori                         | Elettori                 | 15 386               |                  | 15 386  |         |                                        |       |       |       |
|                                  |                          |                      |                  |         |         |                                        |       |       |       |
| Fonte: Ministero dell'interno    |                          |                      |                  |         |         |                                        |       |       |       |

## Ascoli Piceno

### San Benedetto del Tronto
| Candidati                                           | Candidati                   | II turno              | II turno              | I turno | I turno | Liste                      | Voti   | %     | Seggi |
| Candidati                                           | Candidati                   | Voti                  | %                     | Voti    | %       | Liste                      | Voti   | %     | Seggi |
| --------------------------------------------------- | --------------------------- | --------------------- | --------------------- | ------- | ------- | -------------------------- | ------ | ----- | ----- |
|                                                     | Giovanni Gaspari ✔️ Sindaco | 12 490                | 57,31                 | 12 118  | 45,00   | Partito Democratico        | 6 733  | 26,53 | 9     |
| Partito Socialista Italiano - Federazione dei Verdi | Giovanni Gaspari ✔️ Sindaco | 12 490                | 57,31                 | 12 118  | 45,00   | 1 952                      | 7,69   | 2     |       |
| Italia dei Valori                                   | Giovanni Gaspari ✔️ Sindaco | 12 490                | 57,31                 | 12 118  | 45,00   | 1 468                      | 5,78   | 2     |       |
| Città Aperta                                        | Giovanni Gaspari ✔️ Sindaco | 12 490                | 57,31                 | 12 118  | 45,00   | 1 098                      | 4,33   | 1     |       |
| Sinistra Ecologia Libertà                           | Giovanni Gaspari ✔️ Sindaco | 12 490                | 57,31                 | 12 118  | 45,00   | 562                        | 2,21   | –     |       |
| Alleanza per l'Italia                               | Giovanni Gaspari ✔️ Sindaco | 12 490                | 57,31                 | 12 118  | 45,00   | 354                        | 1,39   | –     |       |
| Totale liste                                        | Giovanni Gaspari ✔️ Sindaco | 12 490                | 57,31                 | 12 118  | 45,00   | 12 167                     | 47,94  | 14    |       |
|                                                     | Bruno Gabrielli             | 9 302                 | 42,69                 | 8 034   | 29,83   | Il Popolo della Libertà    | 5 268  | 20,76 | 5     |
| Bruno Gabrielli Sindaco                             | Bruno Gabrielli             | 9 302                 | 42,69                 | 8 034   | 29,83   | 1 425                      | 5,61   | 1     |       |
| Lega Nord                                           | Bruno Gabrielli             | 9 302                 | 42,69                 | 8 034   | 29,83   | 516                        | 2,03   | –     |       |
| Seggio di coalizione                                | Seggio di coalizione        | Seggio di coalizione  | 42,69                 | 8 034   | 29,83   | 1                          |        |       |       |
| Totale liste                                        | Bruno Gabrielli             | 9 302                 | 42,69                 | 8 034   | 29,83   | 7 209                      | 28,40  | 6     |       |
|                                                     | Marco Calvaresi             | Marco Calvaresi       | Marco Calvaresi       | 2 922   | 10,85   | Unione di Centro           | 1 431  | 5,64  | 1     |
| Lista Martinelli                                    | Marco Calvaresi             | Marco Calvaresi       | Marco Calvaresi       | 2 922   | 10,85   | 441                        | 1,74   | –     |       |
| Futuro e Libertà per l'Italia                       | Marco Calvaresi             | Marco Calvaresi       | Marco Calvaresi       | 2 922   | 10,85   | 365                        | 1,44   | –     |       |
| Uniti in Comune X Cambiare                          | Marco Calvaresi             | Marco Calvaresi       | Marco Calvaresi       | 2 922   | 10,85   | 364                        | 1,43   | –     |       |
| @iovani                                             | Marco Calvaresi             | Marco Calvaresi       | Marco Calvaresi       | 2 922   | 10,85   | 92                         | 0,36   | –     |       |
| Seggio di coalizione                                | Seggio di coalizione        | Seggio di coalizione  | Marco Calvaresi       | 2 922   | 10,85   | 1                          |        |       |       |
| Totale liste                                        | Marco Calvaresi             | Marco Calvaresi       | Marco Calvaresi       | 2 922   | 10,85   | 2 693                      | 10,61  | 1     |       |
|                                                     | Maria Rosa Ferritto         | Maria Rosa Ferritto   | Maria Rosa Ferritto   | 1 366   | 5,07    | Movimento 5 Stelle         | 1 038  | 4,09  | –     |
| Seggio di coalizione                                | Seggio di coalizione        | Seggio di coalizione  | Maria Rosa Ferritto   | 1 366   | 5,07    | 1                          |        |       |       |
|                                                     | Daniele Primavera           | Daniele Primavera     | Daniele Primavera     | 978     | 3,63    | Federazione della Sinistra | 843    | 3,32  | –     |
|                                                     | Gabriele Franceschini       | Gabriele Franceschini | Gabriele Franceschini | 659     | 2,45    | Forza San Benedetto        | 629    | 2,48  | –     |
|                                                     | Mario Narcisi               | Mario Narcisi         | Mario Narcisi         | 497     | 1,85    | Coloriamo la Città (A)     | 433    | 1,71  | –     |
|                                                     | Tablino Campanelli          | Tablino Campanelli    | Tablino Campanelli    | 356     | 1,32    | Forza del Sud (B)          | 369    | 1,45  | –     |
| Totale                                              | Totale                      | 21 792                | 100                   | 26 930  | 100     |                            | 25 381 | 100   | 24    |
|                                                     |                             |                       |                       |         |         |                            |        |       |       |
| Schede bianche                                      | Schede bianche              | 204                   | 0,91                  | 190     | 0,68    |                            |        |       |       |
| Schede nulle                                        | Schede nulle                | 357                   | 1,60                  | 735     | 2,64    |                            |        |       |       |
| Votanti                                             | Votanti                     | 22 353                | 56,31                 | 27 855  | 70,17   |                            |        |       |       |
| Elettori                                            | Elettori                    | 39 697                |                       | 39 697  |         |                            |        |       |       |
|                                                     |                             |                       |                       |         |         |                            |        |       |       |
| Fonte: Ministero dell'interno                       |                             |                       |                       |         |         |                            |        |       |       |

- Le liste contrassegnate con le lettere A e B sono apparentate al secondo turno con il candidato sindaco Bruno Gabrielli.

## Fermo

### Fermo
|                                 | Nella Brambatti ✔️ Sindaca | 10 896               | 51,35 | Partito Democratico             | 5 456  | 27,90 | 11 |  |  |
| Fermo si Muove                  | Nella Brambatti ✔️ Sindaca | 10 896               | 51,35 | 1 661                           | 8,49   | 3     |    |  |  |
| Sinistra Ecologia Libertà       | Nella Brambatti ✔️ Sindaca | 10 896               | 51,35 | 1 214                           | 6,21   | 2     |    |  |  |
| Federazione della Sinistra      | Nella Brambatti ✔️ Sindaca | 10 896               | 51,35 | 819                             | 4,19   | 1     |    |  |  |
| Italia dei Valori               | Nella Brambatti ✔️ Sindaca | 10 896               | 51,35 | 620                             | 3,17   | 1     |    |  |  |
| Per Fermo                       | Nella Brambatti ✔️ Sindaca | 10 896               | 51,35 | 536                             | 2,74   | 1     |    |  |  |
| Totale liste                    | Nella Brambatti ✔️ Sindaca | 10 896               | 51,35 | 10 306                          | 52,70  | 19    |    |  |  |
|                                 | Ester Maria Rutili         | 5 662                | 26,68 | Il Popolo della Libertà         | 3 244  | 16,59 | 5  |  |  |
| Fermo Libera                    | Ester Maria Rutili         | 5 662                | 26,68 | 1 103                           | 5,64   | 2     |    |  |  |
| Lega Nord                       | Ester Maria Rutili         | 5 662                | 26,68 | 271                             | 1,39   | –     |    |  |  |
| Futuro e Libertà per l'Italia   | Ester Maria Rutili         | 5 662                | 26,68 | 265                             | 1,36   | –     |    |  |  |
| I Popolari di Italia Domani     | Ester Maria Rutili         | 5 662                | 26,68 | 184                             | 0,94   | –     |    |  |  |
| Movimento Fermano               | Ester Maria Rutili         | 5 662                | 26,68 | 126                             | 0,64   | –     |    |  |  |
| La Destra                       | Ester Maria Rutili         | 5 662                | 26,68 | 96                              | 0,49   | –     |    |  |  |
| Movimento per l'Impegno Sociale | Ester Maria Rutili         | 5 662                | 26,68 | 63                              | 0,32   | –     |    |  |  |
| Seggio di coalizione            | Seggio di coalizione       | Seggio di coalizione | 26,68 | 1                               |        |       |    |  |  |
| Totale liste                    | Ester Maria Rutili         | 5 662                | 26,68 | 5 352                           | 27,37  | 7     |    |  |  |
|                                 | Giampiero Gallucci         | 2 349                | 11,07 | Unione di Centro                | 1 370  | 7,01  | 2  |  |  |
| Nuovo Polo                      | Giampiero Gallucci         | 2 349                | 11,07 | 455                             | 2,33   | –     |    |  |  |
| Alleanza per l'Italia           | Giampiero Gallucci         | 2 349                | 11,07 | 111                             | 0,57   | –     |    |  |  |
| Seggio di coalizione            | Seggio di coalizione       | Seggio di coalizione | 11,07 | 1                               |        |       |    |  |  |
| Totale liste                    | Giampiero Gallucci         | 2 349                | 11,07 | 1 936                           | 9,90   | 2     |    |  |  |
|                                 | Luciano Romanella          | 1 296                | 6,11  | Movimento Civico Pro Territorio | 1 052  | 5,38  | –  |  |  |
| Seggio di coalizione            | Seggio di coalizione       | Seggio di coalizione | 6,11  | 1                               |        |       |    |  |  |
|                                 | Gaetano Massucci           | 706                  | 3,33  | Il Centro                       | 637    | 3,26  | –  |  |  |
| Seggio di coalizione            | Seggio di coalizione       | Seggio di coalizione | 3,33  | 1                               |        |       |    |  |  |
|                                 | Vittorio Traini            | 310                  | 1,46  | Fermo Futura                    | 272    | 1,39  | –  |  |  |
| Totale                          | Totale                     | 21 219               | 100   |                                 | 19 555 | 100   | 32 |  |  |
|                                 |                            |                      |       |                                 |        |       |    |  |  |
| Schede bianche                  | Schede bianche             | 217                  | 0,99  |                                 |        |       |    |  |  |
| Schede nulle                    | Schede nulle               | 575                  | 2,61  |                                 |        |       |    |  |  |
| Votanti                         | Votanti                    | 22 011               | 72,02 |                                 |        |       |    |  |  |
| Elettori                        | Elettori                   | 30 563               |       |                                 |        |       |    |  |  |
|                                 |                            |                      |       |                                 |        |       |    |  |  |
| Fonte: Ministero dell'interno   |                            |                      |       |                                 |        |       |    |  |  |